# Dernière Volonté
Dernière Volonté ("darrera voluntat" en francès) és el nom sóta el qual el compositor i cantant francès Geoffroy D. publica la seva música. Després de passar per tota una etapa industrial primerenca, les composicions d'en Geoffroy van començar a tendir estilíticament cap a una fusió de música marcial amb dark ambient.

## Discografia

### Àlbums d'estudi
- Obeir et Mourir (1998)
- Le Feu Sacré (2000)
- Les Blessures de l'Ombre (2003)
- Devant le Miroir (2006)
- Immortel (2010)
- Mon Meilleur Ennemi (2012)
- Prie Pour Moi (2016)
- Frontière (2019)
- Cristal (2022)

### Recopilatoris propis
- Commémoration (2004)
- Ne Te Retourne Pas (2012)

### Projectes paral·lels
- Blasterkorps - Blasterkorps (1997)
- Blasterkorps - La Justice des Hommes: Chapitre I (2003)
- Blasterkorps - La Justice des Hommes: Chapitre II (2003)
- Position Parallèle - Position Parallèle (2008)
- Position Parallèle - Néons Blancs (2013)
- Blasterkorps - Nos Années Mortes: 1996/2002 (2015)